# چارلز دو بوولس
چارلز دو بوولس ( لاتین: Carolus Bovillus  ; متولد ۱۴۷۵ در سن-کانتن ، درگذشت در هارم-سومه پس از ۱۵۶۶) یک ریاضیدان و فیلسوف فرانسوی، و قانونگذار نوایون بود. کتاب هندسه در زبان فرانسه (۱۵۱۱) او اولین اثر علمی بود که به زبان فرانسه چاپ شد.

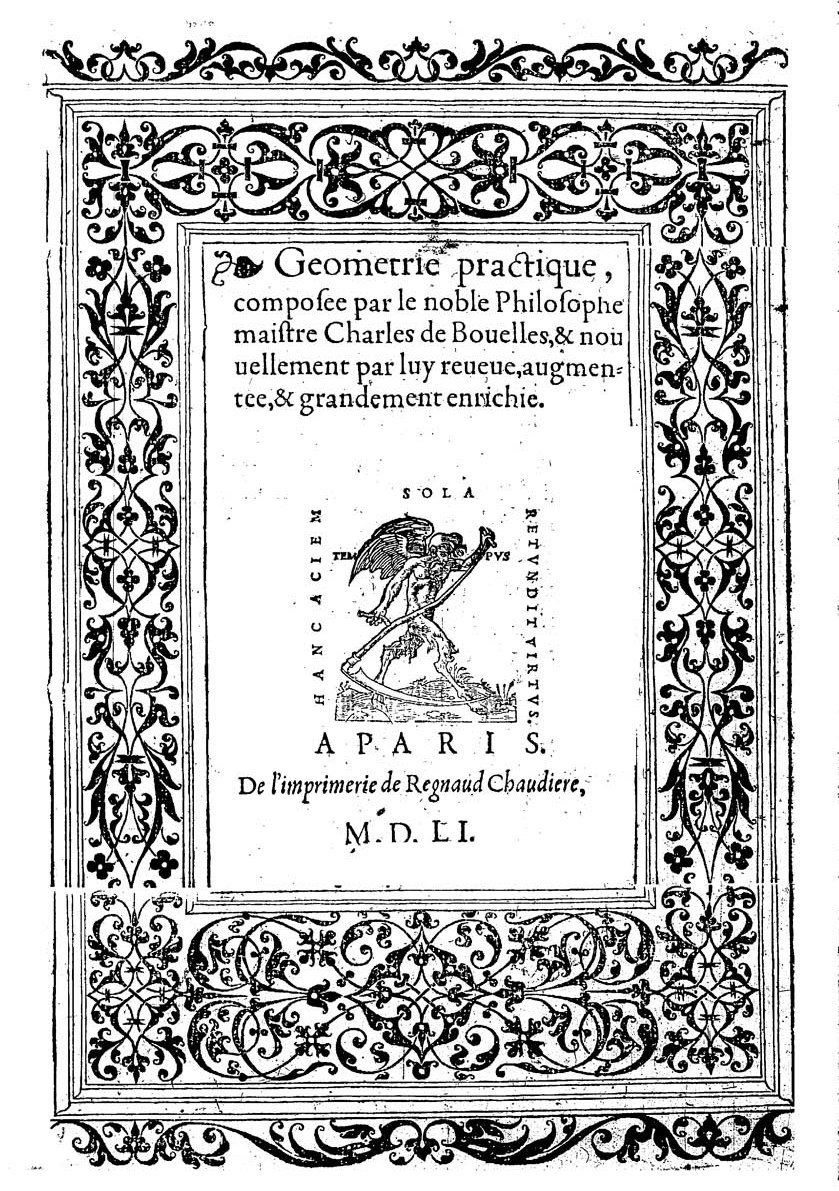
تمرین هندسه ، ۱۵۵۱

بوولس تعدادی رساله فلسفی، الهیاتی و عرفانی تألیف کرد و او را «شاید برجسته ترین متفکر فرانسوی قرن شانزدهم» دانسته اند. 

## زندگی
جوزف ویکتور بهترین زندگینامه‌ی فکری چارلز دو بوولس را نوشته است، اما تاریخ مرگ او را اشتباه گرفته است.
او حساب را زیر نظر ژاک لوفور دتاپل آموخت. معاصرانش او را به‌عنوان مسافری در اروپا می‌شناختند. او در سال ۱۵۰۹برای ساختمان هتل دو ویل در سنت کوئنتین یک معمای تصویری ساخت. در سال ۱۵۲۱ یک پنجره شیشه ای رنگی در شهر ایجاد کرد. در سال ۱۵۵۷، در پیشگفتار تمرین هندسه، بوولز از کمک اورونس فاین در تصویرسازی‌ها قدردانی کرد.
مائوپین (در پایان قرن نوزدهم) تاریخ زندگی او را ۱۵۵۳-۱۴۷۰را تعیین کرد که پس از آن بسیاری را گیج کرد. اس. موزیال در یک مطالعه دقیق منتشر شده در مراسم پانصدمین سالگرد تولد او در نویون در سال ۱۹۷۹ (منتشر شده در ۱۹۸۲) تاریخ مرگ او را ۱۵۶۷ تعیین می کند (همچنین به نامه ها و اشعار مارگولین از چارلز دو بوولز، ۲۰۰۲مراجعه کنید).

## آثار
- مقدمه ای بر هنر اضداد، ۱۵۰۱;
- مقدمه ای بر متافیزیک، ۱۵۰۳;

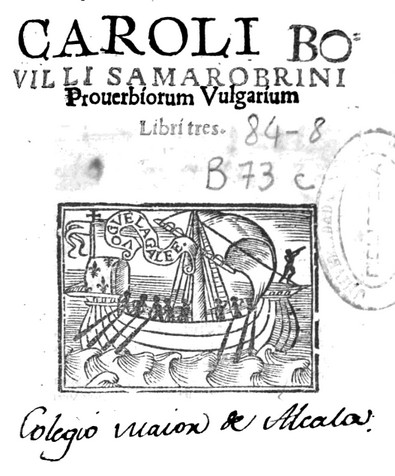
از ضرب المثل های رایج او

- در مورد قانون اساسی و فایده هنر، حدود. ۱۵۱۰;
- آنچه در این جلد آمده است: کتابی در عقل. کتابی در مورد حواس کتابی در مورد نسل یک کتاب کوچک در مورد هیچ هنر اضداد. کتابی در مورد مرد خردمند. کتابی در مورد دوازده شماره. نامه های فلسفی کتابی در مورد اعداد کامل کتاب کوچکی در مورد ریاضیات گل رز. کتاب اجسام ریاضی. جزوه در مورد مکمل های ریاضی، ۱۵۰(۱۹۷۰);
- سخنرانی یکشنبه با جزئیات به دستورات سومین سلسله مراتب کلیسایی ۱۵۱۱
- مطالب این اثر: شرح انجیل ازلی یوحنای الهی. زندگی رموند زاهد گوشه نشین. برخی از رسائل فلسفی، ۱۵۱۱;
- کتاب عناصر فیزیک به ده دخمه با سر تقسیم می شود که سرها با گزاره ها تزئین شده اند، از آنجا ده کتاب، صد فصل، هزار قضیه، ۱۵۱۲؛
- هفت کتاب سؤالات کلامی، ۱۵۱۳;
- ده کتاب نتیجه گیری کلامی، ۱۵۱۵;
- پاسخ به نه سوال نیکلاس پاکسیوس، ۱۵۲۰;
- محاسبه هفت عصر جهان، ۱۵۲۰;
- مطالب این اثر: کتاب دل. کتابی به حساب خودش. کتابی با اهداف اساسی؛ کتاب سفسطه طبیعی. کتاب ماههای مکعب ۱۵۲۳;
- کتاب تاریکی الهی، ۱۵۲۶;
- اثری عالی در مورد نذر، اراده آزاد و انواع مختلف دعا، پاریس ۱۵۲۹; سه کتاب ضرب المثل مبتذل، ۱۱۵۳۱;
- یک کتاب در مورد ستایش اورشلیم. از ستایش غیریهودیان، کتاب اول. در مورد هماهنگی و منطقه گناه، کتاب اول. در مورد هفت رذیلت، کتاب اول، ۱۵۳۱;
- جزوه ای در مورد تسخیر پولوس الهی که با رساله او به برادرش اینوسنت گئنوتوس که به دستور پادشاهان سلستین به خدا خدمت می کرد، افزوده شد. همان کتاب رؤیت نبوی، ۱۵۳۱;
- کتاب تفاوت زبانهای مبتذل و تنوع گفتار فرانسوی، ۱۵۳۳;
- آگونولوژی کریستی ۱۵۳۳؛
- سه گفتگو درباره جاودانگی روح، رستاخیز، نابودی جهان و تأسیس آن، ۱۵۵۲;
- یک اثر هندسی شامل دو کتاب، ۱۵۵۷;
- پراکسیلوژی مسیح تقسیم شده به چهار کتاب.

اولین اثر مهم او، Quæ in hoc volumine (۱۵۱۰/۱۱)، مجموعه‌ای از ۱۲ اثر بوولس است که سهم عمده‌ای را تشکیل می‌دهد، اما هنوز اثرش در اندیشه فلسفی رنسانس کمتر شناخته شده است. از میان این ۱۲اثر، کتاب حکیم (Liber de Sapiente) بی‌تردید مهم‌ترین اثر است که در خدمت خلاصه‌سازی و ترکیب ایده‌های ارائه‌شده در دیگر رساله‌های کوتاه است. در واقع، کتاب حکیم تنها بخشی از In Hoc Vollumine است که یک بار به ایتالیایی و دو بار به فرانسوی ترجمه شده است. و با این حال این اثر هنوز ترجمه انگلیسی ندارد. کتاب حکیم برای تاریخ فکری مهم است، زیرا نمونه‌ی گذار بین تفکر قرون وسطایی و رنسانس است. ارنست کاسیرر کتاب حکیم را «شاید کنجکاوترین و از برخی جهات مشخص‌ترین خلقت فلسفه رنسانس» می‌دانست... [زیرا] در هیچ اثر دیگری نمی‌توان چنین اتحاد صمیمی از ایده‌های قدیمی و جدید را یافت. (۱۹۲۷، ص. ۸۸). کاسیرر حتی یک نسخه انتقادی لاتین از این کتاب را که توسط شاگردش تهیه شده بود را به عنوان ضمیمه ای برای فرد و کیهان در فلسفه رنسانس گنجاند.
در هندسه، بوولز یک فیثاغورثی بود: اشیاء و موجودات زنده اشکال منظمی به خود می گیرند. برخی از فصل‌های او در مورد زنگ‌ها ، قیافه‌شناسی ، ماشین‌ها، نمایانگر این دوره است.
میشل شزلز ، در کتاب مروری تاریخی ... روش ها در هندسه ، بوولز را به خاطر کارش بر روی چند وجهی ستاره‌ای، جانشین توماس برادواردین ، یاد می‌کند.
- در این جلد آمده است... یک اثر ریاضی در چهار بخش: در مورد اعداد کامل، در مورد گل رز ریاضی، در مورد اجسام هندسی، در مورد مکمل های هندسی (۱۵۱۰)، چاپگر آنری استین، پاریس.
- هندسه در فرانسه (۱۵۱۰/۱۱)، هانری استین، پاریس
- کتاب مفرد و مفید در مورد هنر و تمرین هندسه، که به تازگی به فرانسوی، توسط استاد شارل دو بوئل (۱۵۴۲) سروده شده است.
- هندسه عملی، ساخته شده توسط فیلسوف نجیب چارلز دو بوولز (۱۵۴۷، چاپ مجدد ۱۵۶۶)، گیل. توسط مارنف، پاریس
- کتاب حکیم، ترجمه. پی. ماگنارد، ویرایش. ورین، پاریس، ۱۹۸۲.
- کتاب هیچ، ترجمه. پی. ماگنارد، ویرایش. ورین، پاریس، ۱۹۸۳.
- هنر مخالفان، ترجمه. پی. ماگنارد، ویرایش. ورین، پاریس، ۱۹۸۴.

اثر او در سال ۱۵۳۳ آگونولوژی های عیسی مسیح، چهار کتاب در تاریخ هنر ذکر شده است. به عنوان مثال، جان نورث،در کتاب راز سفیران (۲۰۰۲)، به آن اشاره می کند (ص. ۱۷۹، و جاهای دیگر)، در تفسیر تصویر سفیران هلبین .